# 前742年
| 千纪： | 前1千纪 |
| 世纪： | 前9世纪 \| 前8世纪 \| 前7世纪 |
| 年代： | 前770年代 \| 前760年代 \| 前750年代 \| 前740年代 \| 前730年代 \| 前720年代 \| 前710年代 |
| 年份： | 前747年 \| 前746年 \| 前745年 \| 前744年 \| 前743年 \| 前742年 \| 前741年 \| 前740年 \| 前739年 \| 前738年 \| 前737年 |
| 纪年： | 己亥年（豬年）；周平王二十九年；魯惠公二十七年；齊莊公五十三年；晉昭侯四年；曲沃桓叔三年；秦文公二十四年；楚霄敖十六年；宋宣公六年；衛莊公十六年；陳桓公三年；蔡宣公八年；曹桓公十五年；鄭莊公二年；燕鄭侯二十三年；杞武公九年 |